# Ode to My Family
Ode to My Family è il secondo singolo tratto dall'album No Need to Argue, della band irlandese The Cranberries, pubblicato nel 1994.

## Descrizione
La canzone parla della nostalgia di Dolores O'Riordan della sua vita da bambina dopo aver raggiunto il successo, e include un arrangiamento composto dalla stessa artista. Il brano ha avuto un buon successo in Oceania e in alcune nazioni europee, dove ha raggiunto la top ten.
Nel 2017 la canzone è stata pubblicata in versione acustica e ridotta nell'album Something Else della band.

## Video musicale
Il video musicale del singolo è stato diretto da Samuel Bayer, che aveva anche diretto il video del precedente singolo della band, Zombie. Girato in bianco e nero, mostra la band che suona in un bar, mentre scene con bambini e anziani sono intervallate da riprese del gruppo che cammina lungo una spiaggia rocciosa. 

## Tracce
UK 7" Singolo
1. Ode to My Family
2. So Cold in Ireland

Singolo
1. Ode to My Family
2. So Cold in Ireland
3. No Need to Argue (live al "Later with Jools Holland" della BBC)
4. Dreaming My Dreams (live al "Later with Jools Holland" della BBC)

Limited Edition Singolo
1. Ode to My Family (live al Feile, Tipperary, 30 luglio 1994)
2. Dreams (live al Feile, Tipperary, 30 luglio 1994)
3. Ridiculous Thoughts (live al Feile, Tipperary, 30 luglio 1994)
4. Zombie (live al Feile, Tipperary, 30 luglio 1994)

## Classifiche
| Classifiche (1995)            | Posizione massima |
| ----------------------------- | ----------------- |
| Australia                     | 5                 |
| Belgio (Fiandre)              | 18                |
| Francia                       | 4                 |
| Germania                      | 29                |
| Irlanda                       | 16                |
| Nuova Zelanda                 | 8                 |
| Paesi Bassi                   | 22                |
| Regno Unito                   | 26                |
| Stati Uniti (airplay)         | 39                |
| Stati Uniti (hot modern rock) | 11                |
| Stati Uniti (pop)             | 35                |

### Classifiche di fine anno
| Classifica (1995) | Posizione |
| ----------------- | --------- |
| Francia           | 28        |